# Ryszard Marciniak (chirurg)
Ryszard Franciszek Marciniak – polski chirurg, profesor nauk medycznych.

## Życiorys
W 1979 ukończył studia w Akademii Medycznej  im. Karola Marcinkowskiego w Poznaniu, w 1987 obronił pracę doktorską Ocena metod i wyników operacyjnego leczenia kalectwa dróg żółciowych, której promotorem był prof. Roman Góral w 1999 habilitował się na podstawie pracy zatytułowanej Ocena zmian morfologicznych w błonie śluzowej zbiorników jelitowych wytwarzanych w chirurgii odtwórczej przewodu pokarmowego. W 2012 uzyskał tytuł profesora nauk medycznych.
Pracuje na Uniwersytecie Medycznym im. Karola Marcinkowskiego w Poznaniu.